# Xã Bourbonnais, Quận Kankakee, Illinois
Xã Bourbonnais (tiếng Anh: Bourbonnais Township) là một xã thuộc quận Kankakee, tiểu bang Illinois, Hoa Kỳ. Năm 2010, dân số của xã này là 40.137 người.